# 하네다 겐토
하네다 겐토(일본어: 羽田 健人, 1997년 7월 7일~)는 일본의 축구 선수이다.

## 구단 경력
그는 2019년 J1리그의 오이타 트리니타에 입단했다. 2021년에 천황배 준우승. 2021년후 J2리그에 강등했다. 2024년까지 86경기에 출전하여, 2득점을 넣었다. 2025년 J1리그의 시미즈 에스펄스로 이적했다.